# Alex Tyrrell
 (août 2017).
Si vous disposez d'ouvrages ou d'articles de référence ou si vous connaissez des sites web de qualité traitant du thème abordé ici, merci de compléter l'article en donnant les références utiles à sa vérifiabilité et en les liant à la section « Notes et références ».
 (mars 2022).
Il peut être nécessaire de l'améliorer pour respecter le principe de neutralité de point de vue. Veuillez consulter la page de discussion pour plus de détails.

Alex Tyrrell, né le 23 mars 1988 à Montréal, est un activiste écologiste et homme politique québécois.
Élu à la tête du Parti vert du Québec en 2013 à l'âge de 25 ans, il devient alors le plus jeune chef de parti sur la scène politique québécoise et canadienne[réf. souhaitée]. Sous sa direction, le parti se situe actuellement sur la gauche de la scène politique québécoise.
En tant que candidat du Parti vert, Alex Tyrrell participe à onze élections générales ou partielles de 2012 à 2022. Il termine troisième dans la circonscription Jacques-Cartier en 2012 puis quatrième dans Outremont en 2013. Il finit à la cinquième ou sixième position au cours des sept scrutins subséquents. Lors de l'élection partielle de 2018 dans Roberval, il termine en septième position, soit à la dernière place, en récoltant 80 voix. En 2022, il termine en septième position lors de l'élection partielle dans Marie-Victorin.
Avec onze campagnes électorales, Alex Tyrrell est le chef d'un parti politique québécois ayant participé au plus grand nombre d'élections[réf. souhaitée].

## Biographie

### Jeunesse et formation
Né le 23 mars 1988 à Montréal d’une mère francophone et d’un père anglophone, Alex Tyrrell grandit dans l’Ouest de l'île de Montréal. Il fréquente les écoles primaires Beaconsfield et Windermere ainsi que l'école secondaire Beaconsfield. Durant ses jeunes années, il est exposé à un climat politique tendu dans le cadre du référendum sur l'indépendance du Québec.

### Études en technologie de génie mécanique au Collège Dawson
Alex Tyrrell commence ses études collégiales au programme de Technologie de génie mécanique du Collège Dawson. Pendant ses études techniques au cégep, il travaille notamment sur les enjeux des biocarburants et réussit à produire son propre biocarburant. Il convertit sa voiture afin qu’elle puisse rouler à l’huile végétale recyclée. Dans sa dernière année, il propose au collège de mettre sur pied et financer un projet de conception de véhicules électriques pour les étudiants de son département. Le financement est accordé et le projet est réalisé l'année suivante.
Il est également présent dans l'immeuble du cégep Dawson au moment de la fusillade de 13 septembre 2006 qui fait deux morts et une vingtaine de blessés. Cette expérience lui a appris à quel point il était essentiel d'améliorer les services de santé mentale et de mieux contrôler l'accès aux armes à feu.

### Études en sciences environnementales à l'Université Concordia

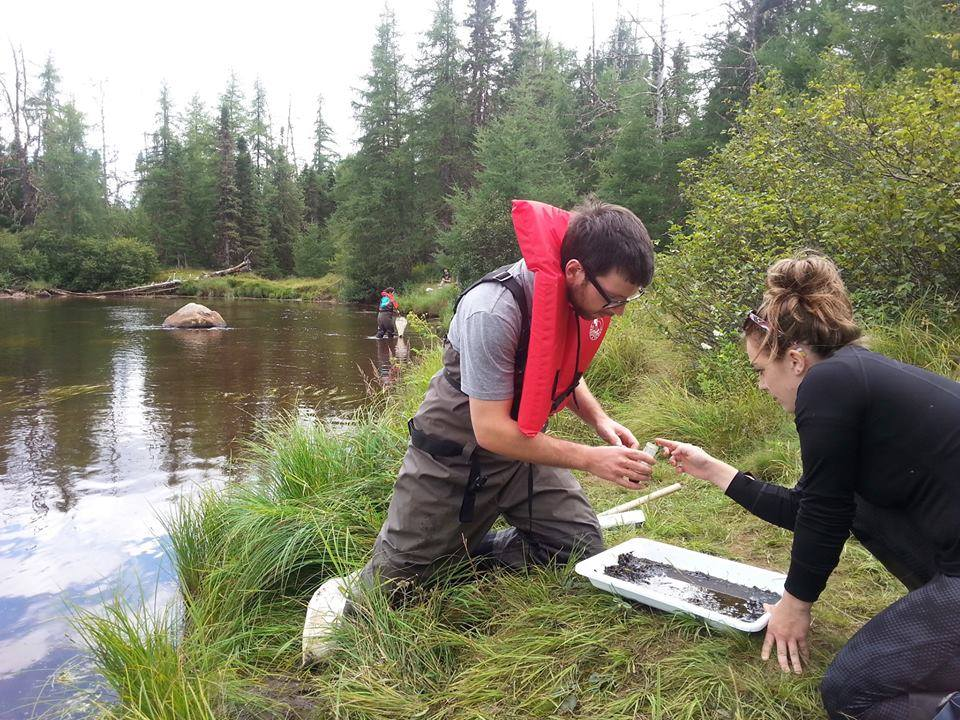
Alex Tyrrell participe au cours de biologie du Dr Jean-Philippe Lessard à l'Université Concordia en 2015.

En 2011, Alex Tyrrell décide de changer son parcours académique et de s’inscrire dans un programme de sciences environnementales à l’Université Concordia à Montréal. Il devient écologiste en constatant les conséquences environnementales des actions menées par l'industrie minière et d'autres grandes compagnies.
Il est élu chef du Parti vert du Québec en 2013 à l'âge de 25 ans après avoir complété le tiers de son programme universitaire. À la suite de l'élection générale de 2014, il continue à diriger le Parti vert tout en continuant ses études universitaires à temps partiel. Pendant cette période, il participe à de nombreuses élections partielles.

## Engagement social

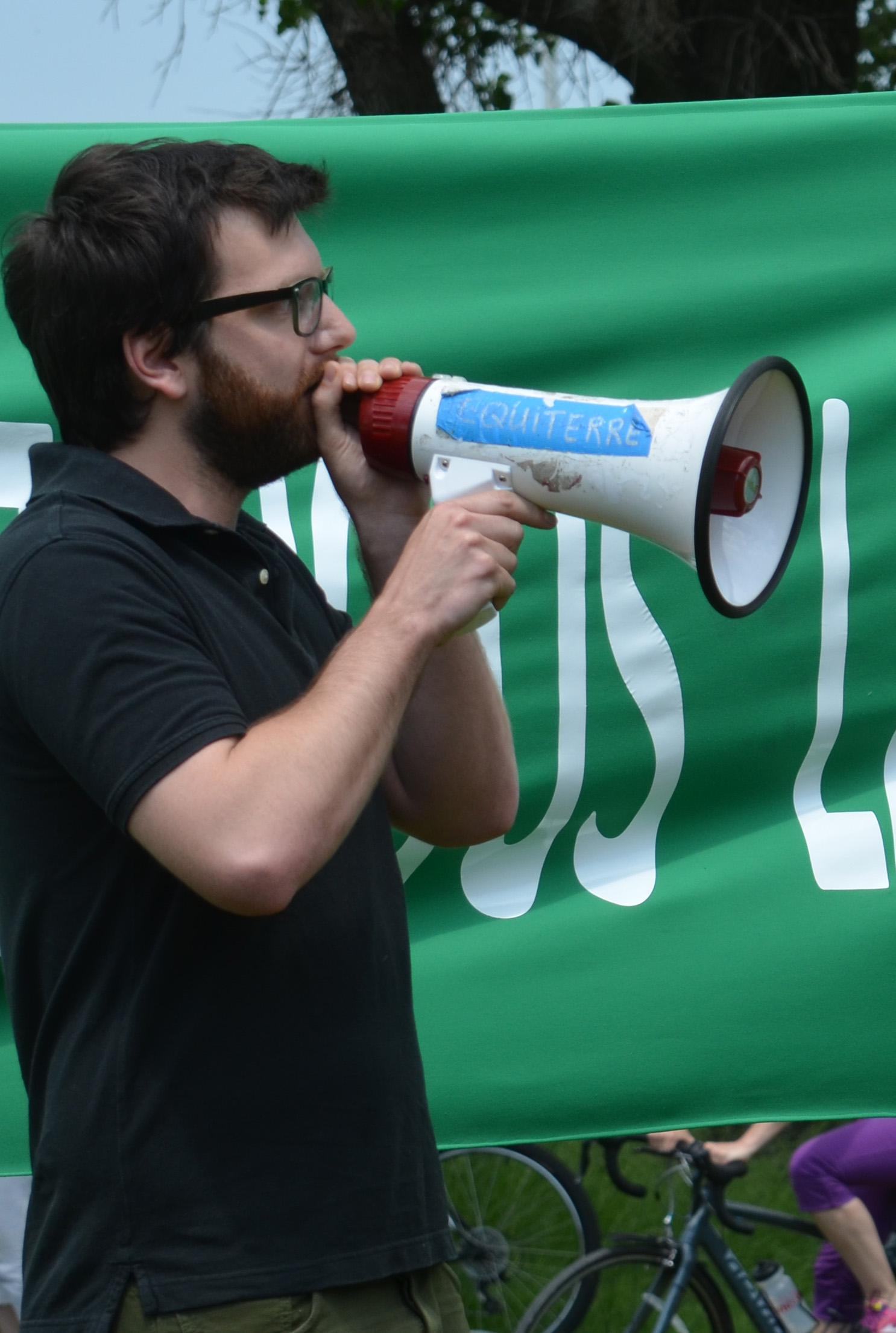
Alex Tyrrell, en 2017.

### Implication dans la grève étudiante de 2012
Lors du printemps 2012, Alex Tyrrell s’implique activement dans le mouvement étudiant. Il participe à plusieurs lignes de piquetage, manifeste dans les rues et promeut le mouvement en filmant les manifestations et les interventions policières. Il est arrêté et détenu par les policiers de la SPVM à deux reprises pendant le mouvement étudiant.

### Implication dans la grève de la faim de Raymond Robinson
Dans les derniers mois de l'année 2012, le mouvement Idle No More pour les droits des autochtones prend forme au Canada. Tyrrell participe activement aux diverses manifestations à Montréal et dans l’espace public.
Au début de l'année 2013, il rencontre Raymond Robinson, l'un des pionniers du mouvement Idle No More qui a mené une grève de la faim pendant 43 jours sur la colline parlementaire cette année-là. Les deux hommes développent une amitié et commence à militer ensemble. En avril 2013, Raymond Robinson se lance dans une seconde grève de la faim plus brutale, en renonçant cette fois-ci de boire. Alex Tyrrell devient responsable des communications de ce projet et passe les jours qui suivent à ses côtés durant les rencontres avec le chef national de l'Assemblée des Premières Nations ainsi qu'avec le ministre des Affaires autochtones Bernard Valcourt. Durant la sixième journée, des veillées aux chandelles sont organisées à travers le pays en soutien à Raymond Robinson qui renonce à la grève de faim le lendemain même. À la suite de cette expérience, les deux hommes prêtent main-forte aux autochtones qui manifestent contre l'exploitation des gaz de schistes au Nouveau-Brunswick.

## Politique fédérale (2006-2012)

### Implication au Nouveau Parti démocratique
Alex Tyrrell s’implique en politique pour la première fois en 2006 auprès du Nouveau Parti démocratique sous Jack Layton au Québec, près de cinq ans avant la « vague orange » qui a vu cette formation politique passer de un à cinquante-neuf sièges au Québec.
Pendant son implication au NPD, Alex occupe plusieurs postes au Comité exécutif de la circonscription de Lac-Saint-Louis et participe aux campagnes électorales de 2008 et de 2011. Lors de l'élection de 2011, il est organisateur en chef dans cette circonscription et réussit à récolter plus de 30 % des votes. Il est par la suite élu président de l’association locale.
Lors de la course à la chefferie du NPD en 2011-2012, il appuie la candidature du député Nathan Cullen avant d’obtenir le poste de co-organisateur de sa campagne au Québec. À la suite de la victoire de Thomas Mulcair, Tyrrell décide de prendre du recul par rapport à la scène politique fédérale et tourne son engagement vers le mouvement étudiant.

## Débuts sur la scène politique québécoise

### Élections générales québécoises de 2012
C’est en 2012, dans le cadre du mouvement étudiant, qu’il s’intéresse à la politique provinciale. Il décide de s’impliquer au sein du Parti vert du Québec en présentant sa candidature dans la circonscription de Jacques Cartier.
Lors de cette campagne électorale, il se présente en tant que « L’option progressiste fédéraliste » Il se retrouve en troisième place avec 4,5 % du vote ce qui représente le second résultat le plus important pour l’ensemble des candidats écologistes dans cette élection.

### Course à la chefferie du Parti vert du Québec
En 2013, le Parti vert du Québec annonce la tenue d’une course à la chefferie à la suite de la démission du chef sortant Claude Sabourin. Alex Tyrrell est la première personne à se lancer pour obtenir le poste.
Il propose notamment d’unir le parti autour des valeurs progressistes, de moderniser le programme et de restituer le parti de manière claire sur la gauche de la scène provinciale,. Il propose d'élargir le programme du parti surtout axé sur l'environnement afin de présenter une plateforme plus complète qui revendique un investissement massif dans les services publics tels que la santé et l'éducation.
Depuis les départs de Scott McKay et Daniel Breton pour le Parti québécois, le Parti vert du Québec était marqué par des divisions internes et des problèmes organisationnels majeurs. Alex Tyrrell s'est présenté avec le slogan « Unir le PVQ » une référence directe aux divisions internes qui empêchaient le parti d'avancer en politique québécoise depuis des années.
Il remporte la course avec une légère avance sur sa principale adversaire, Patricia Domingos. Le même jour, les membres du Parti vert adoptent une position contre la Charte des valeurs du gouvernement Marois.
Dès son arrivée au sein du Parti vert du Québec, il est immédiatement confronté aux profondes divisions internes apparues à la suite de la défection de plusieurs membres influents qui se sont alliés au Parti québécois de Pauline Marois. En tant que nouveau chef, Alex Tyrrell déclenche des élections internes afin de faire le ménage à l’intérieur du Conseil exécutif, monopolisé par des partisans du Parti québécois et par des membres du Parti équitable du Québec, un parti politique provincial nouvellement présidé par Patricia Domingos; la principale opposante d’Alex Tyrrell dans la course à la chefferie du Parti vert quelques mois plus tôt. Les sept membres sortants de l'exécutif avaient alors signé une lettre ouverte où ils critiquaient les « décrets dictatoriaux » du nouveau chef du Parti vert.
Contraint de remettre sur pied le Parti vert du Québec, Alex Tyrrell et le Conseil national écrivent et adoptent un nouveau programme politique pour le parti afin que ce dernier se retrouve sur la gauche de l'échiquier politique québécois. Le parti continuera à s'attaquer aux enjeux environnementaux, mais s'impliquera aussi dans les luttes sociales et présentera un programme écosocialiste lors des élections générales de 2014.

### Élection partielle dans Outremont
Quelques semaines après son élection à titre de chef du Parti vert, Alex Tyrrell se présente à l'élection partielle dans la circonscription montréalaise d'Outremont. Son principal adversaire; Philippe Couillard, nouveau chef du Parti libéral. Tyrrell annonce sa candidature devant l'hôpital Saint-Mary's en déclarant que son adversaire libéral utilise son siège pour privatiser le système de santé. Il fait parler du Parti vert en incluant plusieurs slogans sur ces affiches; Ensemble pour un système de santé publique, Ensemble pour nos transports en commun, Ensemble contre les sables bitumineux et Ensemble contre la Charte (des « valeurs » « québécoise »).
Philippe Couillard refuse de participer au débat des candidats de la circonscription organisé par un groupe communautaire. Tyrrell déclare : « Il est beaucoup plus difficile pour Monsieur Couillard de débattre avec les partis émergents qu’avec les grands partis néolibéraux. Les partis émergents ont des questions beaucoup plus difficiles à poser à Monsieur Couillard. »
Alex Tyrrell termine à la quatrième position. Sa candidature récolte 384 votes, ce qui représente 3,79 % des bulletins valides.

### Élections générales québécoises de 2014
5 mois après être devenu chef du Parti vert, le nouveau chef Alex Tyrrell annonce sa candidature pour les élections générales de 2014 dans la circonscription de Notre-Dame-de-Grâce, où il réside. Le Parti vert du Québec se présente alors comme un parti à vision écosocialiste. Son programme politique réclame la gratuité scolaire, l'abordabilité du transport en commun et la couverture des services dentaires. Il s'oppose également au projet de Charte des valeurs du gouvernement Marois.
Alex Tyrrell récolte 1318 votes, soit 4,52 % des voix. Il termine à la cinquième position.

## Élections partielles sous la41elégislature(2014-2018)
Le 20 octobre 2014, Alex Tyrrell est candidat lors de l'élection partielle dans la circonscription de Lévis. Il y termine à la sixième position, en récoltant 238 votes, soit 1,1 % de l'ensemble des votes valides comptabilisés.
En 2016, Alex Tyrrell participe à deux élections partielles, se présentant d'abord dans Chicoutimi le 11 avril, puis dans Arthabaska le 5 décembre. Il termine respectivement à la 5e et 6e positions dans les deux partielles, avec respectivement 2,47 % et 2,1 % des voix,.
En 2017, le chef du PVQ est candidat lors de l'élection partielle du 29 mai dans la circonscription de Gouin. Avec 651 votes (4,6 %), il termine à la cinquième position. Le 2 octobre de la même année, il est de nouveau candidat, cette fois lors de la partielle dans Louis-Hébert. Il reçoit 487 votes en sa faveur (2,1 %), ce qui correspond à la sixième place.

## Politique québécoise depuis 2018

### Élection générale québécoise de 2018 dans Verdun
|                                                                                               | Nom                          | Parti              | Nombre de voix | %      | Maj.  |
| --------------------------------------------------------------------------------------------- | ---------------------------- | ------------------ | -------------- | ------ | ----- |
|                                                                                               | Isabelle Melançon (sortante) | Libéral            | 11 054         | 35,5 % | 3 597 |
|                                                                                               | Vanessa Roy                  | Québec solidaire   | 7 457          | 24 %   | -     |
|                                                                                               | Nicole Leduc                 | Coalition avenir   | 6 343          | 20,4 % | -     |
|                                                                                               | Constantin Fortier           | Parti québécois    | 3 929          | 12,6 % | -     |
|                                                                                               | Alex Tyrrell                 | Vert               | 1 157          | 3,7 %  | -     |
|                                                                                               | Raphaël Fortin               | NPD Québec         | 717            | 2,3 %  | -     |
|                                                                                               | Yedidya-Eitan Moryoussef     | Conservateur       | 217            | 0,7 %  | -     |
|                                                                                               | Marc-André Milette           | Parti nul          | 151            | 0,5 %  | -     |
|                                                                                               | Hugo Richard                 | Bloc pot           | 76             | 0,2 %  | -     |
|                                                                                               | Eileen Studd                 | Marxiste-léniniste | 29             | 0,1 %  | -     |
| Total                                                                                         | Total                        | Total              | 31 130         | 100 %  |       |
| Le taux de participation lors de l'élection était de 63,2 % et 354 bulletins ont été rejetés. |                              |                    |                |        |       |

### Élection partielle de décembre 2018 dans Roberval
En décembre 2018, Alex Tyrrell se présente comme candidat dans l'élection partielle se déroulant dans la circonscription de Roberval. Il y termine à la septième et dernière position, ne récoltant que 80 voix (0,5 %).

### Course à la direction du Parti vert du Canada de 2020
À la suite de la démission d'Elizabeth May à titre de cheffe du Parti vert du Canada, il affirme être en réflexion quant à la possibilité de se lancer dans la course à la chefferie du parti écologiste fédéral. Après avoir initialement annoncé sa candidature à la course à la chefferie, il renonce finalement à participer le 3 juin 2020. La chefferie est finalement remportée par Annamie Paul.

## Crise interne au sein du Parti vert du Québec
En décembre 2019, une fronde interne nait au sein du parti. Une pétition rédigée par un groupe de dissidents nommé Réforme PVQ fut signée par 137 membres du parti, dont 11 anciens candidats. Le texte reproche à Alex Tyrrell de s'être accordé un salaire de 47 000 $ avec l'accord du conseil exécutif qui ne comptait alors que 4 membres, dont lui-même. Le salaire du chef représentait alors le quart du budget du parti. La pétition reproche aussi à Tyrrell de ne s'être soumis à aucun vote de confiance depuis son élection en 2013. Le principal intéressé s'en défend en indiquant avoir eu selon lui un appui « unanime » en septembre 2015 lors de l'Assemblée générale du parti qui aurait réuni « une vingtaine de personnes ». Tyrrell rajoute qu'un vote de confiance se tiendra en 2021, soit un an avant les élections générales.
En octobre 2020, l'exécutif du PVQ fait parvenir une lettre aux membres pour exiger le départ du chef Alex Tyrrell. La lettre est signée par six des huit membres de l'exécutif, une personne ayant fait dissidence, le huitième membre étant le chef du parti Alex Tyrrell. Les signataires reprochent au chef actuel le manque de préparation du PVQ en vue des élections générales à venir en 2022. L'un des signataires tient par ailleurs Tyrrell responsable des mauvaises relations du PVQ avec son vis-à-vis fédéral le Parti vert du Canada.
Alex Tyrrell est réélu à la mi-décembre à titre de chef de la formation politique écologiste, récoltant 62,5 % des voix en sa faveur contre 34,2 % des voix en sa défaveur. Le taux de participation des membres à ce vote de confiance est de 65,5 %.
Le 30 décembre suivant, Alex Tyrrell expulse du parti sept personnes qui avaient contesté publiquement son leadership. De ce nombre, on compte cinq membres de l'exécutif qui ont démissionné le lendemain de la réélection du chef. Une sixième membre de l'exécutif qui a également démissionné en même temps que ses collègues ne fut quant à elle pas expulsée du parti par Tyrrell, car elle ne l'avait pas critiqué publiquement. Deux anciens candidats verts sont expulsés, ceux qui avaient récolté les meilleurs résultats pour le parti lors des élections de 2018, Alex Tyrrell les accusant de tenir une page Facebook anonyme diffamatoire à son encontre.

## Controverse sur l'invasion de l'Ukraine par la Russie
Le 4 mars 2022, environ une semaine après le début de l'invasion russe en Ukraine, Alex Tyrrell affirme sur un site Internet que les « demandes de la Russie, soit un statut neutre et non nucléaire pour l'Ukraine, sa démilitarisation, sa dénazification, ainsi que la reconnaissance [de l'annexion] de la Crimée [et de l'indépendance des Républiques autoproclamées de] Donetsk et Louhansk sont des demandes raisonnables qui selon [lui] devraient être acceptées ». Ses propos controversés sont critiqués notamment par Benoit Charette, alors ministre responsable de la Lutte contre le racisme, ainsi que par le Parti vert du Canada. Le chef du PVQ critique aussi l'envoi d'armes en Ukraine par le Canada, estimant que celles-ci pourraient tomber entre les mains de milices d'extrême droite. Alex Tyrrell réplique en affirmant qu'il a toujours été un activiste pour la paix et c'est dans ce sens-là qu'il souhaite une négociation entre les deux pays pour rétablir la paix et pouvoir attaquer les enjeux environnementaux plus sérieusement .
Le 9 février 2022, le Parti vert du Québec avait annoncé la candidature d'Annabelle Bouvette pour l'élection partielle dans Marie-Victorin. L'étudiante en biologie environnementale s'est impliquée dans le mouvement écologiste local La planète s’invite à Longueuil. Bouvette se désiste finalement le 6 mars suivant, sans expliquer les raisons de son retrait. Selon un communiqué du PVQ, Annabelle Bouvette aurait décidé de retirer sa candidature « Après une fin de semaine de critiques intenses sur les réseaux sociaux liés à une position que M. Tyrrell a prise sur la guerre en Ukraine, ». Le 10 mars, Alex Tyrrell annonce qu'il se présentera lui-même comme candidat dans la circonscription.
Au cours de la campagne électorale, Tyrrell manifeste son opposition à l'euthanasie des cerfs du parc Michel-Chartrand. Il réclame aussi la protection de la rainette faux-grillon de l’Ouest et la gratuité du transport en commun, tout en souhaitant réformer le système de santé québécois.
Le 19 mars, le candidat vert dans Marie-Victorin s'arrête devant les installations d’Héroux-Devtek pour réclamer la fermeture des usines d'armements opérant au Québec.
Alex Tyrrell termine à la septième position, récoltant 142 votes en sa faveur, soit 0,87 % des suffrages.